# Эгино III (Фрайбург)

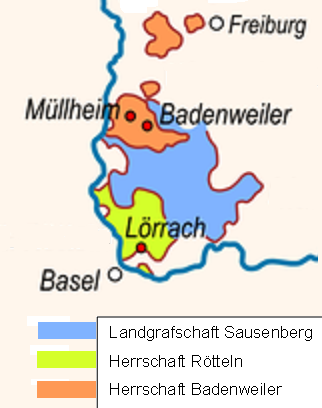
Сеньория Баденвайлер

Эгино III (нем. Egino III. von Freiburg; ум. 1385) — последний правящий граф Фрайбурга в 1358—1368 годах, ландграф в Брейсгау.
Сын Конрада II фон Фрайбурга (ум. 1350) и его второй жены Маго фон Монфокон.

## Биография
В 1356 году умер его единокровный брат Фридрих (сын Конрада II от Анны фон Хахберг). Его дочь Клара, жена тюбингенского пфальцграфа Готфрида, объявила себя графиней. Однако Эгино III обжаловал её наследование у императора Карла IV, и согласно его решению в 1358 году против воли горожан стал графом Фрайбурга. Также он получил ландграфство в Брейсгау.
При этом Эгино III по решению имперского суда должен был выплатить Кларе компенсацию в размере 3820 марок серебра. Из них 1320 заплатили горожане Фрайбурга, а у графа денег не было, и в счёт задолженности у пфальцграфини Тюбингенской осталась в залоге сеньория Лихтенек (Лихтенек, Хеклинген и Форххайм). Когда в 1368 году граф официально отказался её выкупать, она стала собственностью Клары.
В марте 1366 года Эгино III объявил городу войну: «Graffe Egon kam im jar Christi 1366. mit seiner Statt in eine solche grosse vneinigkeit, dass er im Mertzen mit seinen Freunden, vnnd mit grossem Zusatz des Adels, mit Rittern vnnd Knechten, bey nacht die Statt wolt vberfallen».
Горожане наняли войско и разрушили графский замок (май 1366 года). Однако в битве при Эндингене армия города и его союзников потерпела сокрушительное поражение, потеряв 1000 человек убитыми, и 300 попали в плен. Битва проходила 18 октября (в день святого Луки) по одним данным — 1366 года, по другим — 1367 года.
Для Эгино III это была пиррова победа: он понял, что отныне не сможет мирно управлять своими владениями. По договору, заключенному 20 марта 1368 года, он продал графство городу Фрайбург за 20 тысяч серебряных марок. Из них 5 тысяч марок (25 тысяч гульденов) пошло на покупку у графов фон Фюрстенберг сеньории Баденвайлер. А Фрайбург выбрал своим сюзереном австрийского герцога Леопольда.

## Семья
Эгино III был женат на Вере (Верене) фон Нойенбург (ум. 1374), дочери графа Людвига фон Нойенбурга. Дети:
- Конрад III (ум. 1424), граф Нёвшателя (с 1395), сеньор Баденвайлера, ландграф в Брейсгау.
- Эгино, канонник в Страсбурге
- Эберхард, канонник в Страсбурге
- Анна (ум. 1427), жена Рудольфа фон Хахберг-Заузенберга.